# نوفوروسيا
نوفوروسيا، (بالروسية: Новороссия)‏, تر. Novorossiya؛ (بالروسية: nəvɐˈrosʲɪjə)‏

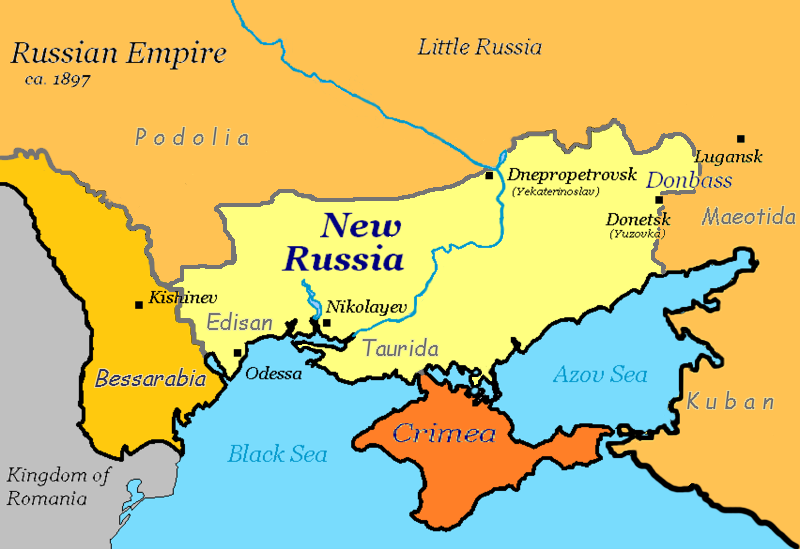
خريطة لنوفوروسيا (روسيا الجديدة)،.

 بالمعنى الحرفي روسيا الجديدة إلا أنها تسمى أحيانا روسيا الجنوبية، هو مصطلح تاريخي للإمبراطورية الروسية يشير إلى إقليم شمال البحر الأسود (جزء من أوكرانيا اليوم). تشكلت كمقاطعة إمبراطورية جديدة تابعة لروسيا (مقاطعة نوفوروسيا) في عام 1764 من أقاليم الحدود العسكرية مع أجزاء من الهتمانات الجنوبية في تحضير لحرب مع العثمانيين. توسعت نوفوروسيا بصورة إضافية من خلال ضم زابوروزيان سيش في عام 1775. شملت في أزمنة مختلفة إقليم بيسارابيا التابع لمولدافيا وأقاليم ساحل البحر الأسود في أوكرانيا الحديثة (بريكورنوموريا) وزابورزيا وتافريا وساحل بحر أزوف (بريازوفيا) وتتار إقليم القرم وسهوب نوغاي في نهر كوبان والأراضي الشركسية.
كان الإقليم جزءًا من الإمبراطورية الروسية حتى انهيارها في أعقاب ثورة فبراير الروسية في مطلع مارس من عام 1917، وأصبح الإقليم بعد الثورة جزءًا من الجمهورية الروسية القصيرة الأجل. في عام 1918، كان الإقليم إلى حد كبير ضمن الدولة الأوكرانية وجمهورية أوكرانيا السوفييتية في الوقت نفسه. وكان بين عامي 1918 و1920، بدرجات متفاوتة، تحت سيطرة حكومات الحركة البيضاء المعادية للبلاشفة في جنوب روسيا والتي أشارت هزيمتها إلى السيطرة السوفييتية على الإقليم الذي أصبح جزءًا من الجمهورية الاشتراكية السوفييتية الأوكرانية، ضمن الاتحاد السوفييتي منذ عام 1922.
كانت هناك محاولات لإعادة إحياء نوفوروسيا منذ تفكك الاتحاد السوفييتي في عام 1991، وكانت أبرز تلك المحاولات محاولة الحركة الانفصالية الموالية لروسيا إقامة دولة نوفوروسيا الاتحادية مع الحرب اللاحقة في دونباس.

## التاريخ
يتّبع التاريخ الحديث للإقليم سقوط خانية القبيلة الذهبية. حصلت خانية القرم (إحدى خلفائها العديدين) على الجزء الشرقي، في حين تقاسمت مولدافيا وليتوانيا الأقاليم الغربية. مع توسع الإمبراطورية العثمانية، أصبحت المنطقة الساحلية الشمالية للبحر الأسود بأكملها تحت سيطرة خانية القرم التي أصبحت بدورها تابعة للعثمانيين. في وقت ما في القرن السادس عشر، سمحت خانية القرم لقبيلة نوغاي التي هُجرت من منطقة فولغا الأصلية من قبل سكان موسكو والقلميقيين بالاستقرار في سهوب البحر الأسود.
كانت الأقاليم الشاسعة إلى الشمال من البحر الأسود ذات كثافة سكانية منخفضة وكانت تُعرف باسم الحقول البرية (كما تُرجمت من اللغة البولندية أو الأوكرانية) وديكرا (باللغة الليتوانية) أو لوكا ديسيرتا («الأماكن المهجورة») باللغة اللاتينية على خرائط العصور الوسطى. وعلى الرغم من ذلك، كان هناك العديد من المستوطنات على امتداد نهر دنيبر. غطت الحقول البرية تقريبًا المناطق الجنوبية من أوكرانيا الحديثة، ويقول البعض أنها امتدت إلى الجنوب الحديث روسيا (روستوف أوبلاست).
نالت الإمبراطورية الروسية بصورة تدريجية سيطرةً على المنطقة، ووقّعت اتفاقيات سلام مع هتمانات القوزاق والإمبراطورية العثمانية مع نهاية الحروب الروسية التركية في أعوام 1735-1739 و1768-1774 و1787-1792 و1806-1812. في عام 1764 أنشأت الإمبراطورية الروسية مقاطعة نوفوروسيسك التي كانت ستسمى في بداية الأمر على اسم الإمبراطورة كاثرين، إلا أنها قررت أنه يجب أن تسمى روسيا الجديدة بدلًا من ذلك. كان مركزها الإداري في قلعة القديسة إليزابيث (اليوم كروبيفنيتسكي) من أجل حماية الحدود الجنوبية من الإمبراطورية العثمانية، وفي عام 1765 انتقل المركز الإداري إلى كريمينتشوك.

وهب حكام نوفوروسيا الأراضي بسخاء للنبلاء الروس (دفوريانتسفو) والفلاحين الذين دخلوا في القنانة -معظمهم من أوكرانيا ونسبة أقل من روسيا- لتشجيع الهجرة بهدف زراعة السهوب ذات الكثافة السكانية المنخفضة في ذلك الوقت. بحسب القاموس التاريخي لأوكرانيا:
تألف السكان من مستعمرين عسكريين من أفواج الخيالة وحاملي الرماح والفلاحين الأوكرانيين والروس والقوزاق والصرب والمونتينغريين والمجريين وأجانب آخرين حصلوا على أراض كإعانات للاستقرار في المنطقة.
كانت هناك محاولة أولية لاستعمار المنطقة مع عدة مجموعات إثنية، كان أغلبها من الرومانيون والروثينيين (الأوكرانيين). في عام 1757 كان الرومانيون شرق نهر الباغ الجنوبي، في المنطقة التي كانت تسمى في السابق صربيا الجديدة، أكبر مجموعة إثنية بنسبة 75%، يليها الصرب بنسبة 12% وآخرون بنسبة 13%. بعد ضم الأراضي العثمانية إلى نوفوروسيا في عام 1774، بدأت السلطات الروسية برنامجًا استعماريًا عدوانيًا، إذ شجعت الهجرة الكبيرة من طيف أوسع من الجماعات إثنية. دعت كاثرين الثانية المستوطنين الأوروبيين إلى هذه الأراضي التي جرى غزوها حديثًا: الرومانيون (من مولدافيا ووالاشيا وترانسيلفانيا) والبلغار والصرب واليونانيون والألبان والألمان والبولنديون والإيطاليون وغيرهم.
في عام 1775، قامت الإمبراطورة الروسية كاترين الثانية بتصفية زابوريزيان سيش وضمت أراضيها إلى نوفوروسيا، وبالتالي القضاء على الحكم المستقل للقوزاق الأوكران. أشرف الأمير غريغوري بوتيمكين (1739-1791) على الاستعمار الروسي للأرض في نهاية القرن الثامن عشر. منحت كاثرين الثانية الأمير غريغوري سلطات الحاكم المطلق على المنطقة منذ عام 1774.[بحاجة لمصدر]

دُونت روح وأهمية روسيا الجديدة في هذا الوقت بصورة ملائمة من قبل المؤرخ ويلارد سندرلاند
كانت السهوب القديمة آسيوية ولم تكن لها دولة، كانت السهوب الحالية محددة من قبل الدولة وطالبت بها الحضارة الأوروبية الروسية. كان عالم المقارنة الآن بصورة أكثر وضوحًا هو عالم الإمبراطوريات الغربية. نتيجة لذلك، كان من الواضح أكثر أن الإمبراطورية الروسية تستوجب روسيا الجديدة الخاصة بها لتتماشى مع إسبانيا الجديدة وفرنسا الجديدة ونيوإنغلاند. كان تبنّي اسم روسيا الجديدة في الواقع أقوى بيان يمكن تخيله عن بلوغ سن الرشد القومي الروسي.
في عام 1792، أعلنت الحكومة الروسية أن الإقليم الواقع بين دنيستر وباغ سيصبح إمارة جديدة تسمى «مولدافيا الجديدة» ويخضع للسيطرة الروسية. وفقًا للتعداد الروسي الأول لإقليم ييديسان الذي أُجري في عام 1793 (بعد طرد تتار نوغاي) كانت 49 قرية من أصل 67 بين دنيستر وباغ الجنوبي رومانية.
تغير التكوين الإثني لنوفوروسيا خلال بداية القرن التاسع عشر بسبب الحركة المكثفة للمستعمرين الذين أنشأوا المدن والقرى والمستعمرات الزراعية بسرعة. خلال الحروب الروسية التركية تم غزو وتدمير القلاع التركية الرئيسية في أوزوكال وأكيرمان وخادزيبي وكينبورن وغيرها الكثير. وأُنشئت مدن ومستوطنات جديدة في أماكنها. اختلف التكوين إثني مع مرور الوقت.
ساهمت الإثنيات المتعددة في تأسيس مدن نوفوروسيا (كانت معظم المدن توسعًا لمستوطنات أكثر قدمًا). مثلًا:
- زاباروجيا كموقع سابق لقلعة القوزاق
- امتلكت أوديسا، التي تأسست في عام 1794 على موقع قرية تتار (أول ذكر مسجل لمستوطنة تقع في اوديسا الحالية كان عام 1415[9]) من قبل جنرال إسباني في الخدمة الروسية، خوزيه دي ريباس، عمدة فرنسي ريشيليو (شغل منصبه منذ عام 1803 حتى عام 1814)
- دونيتسك، تأسست في عام 1869، سُميت في البداية يوزوفكا (يوزيفكا) تكريمًا لجون هيوز، الصناعي الويلزي الذي طور منطقة الفحم في دونباس.

وفقًا لتقرير المحافظ شميدت، كان التكوين الإثني لمقاطعة خيرسون ومدينة أوديسا في عام 1851 كما يلي:
| الجنسية            | العدد          | %     |
| ------------------ | -------------- | ----- |
| روس صغار           | 703,699 نسمة   | 69.14 |
| مولدوفيون وفلاشيون | 75,000 نسمة    | 7.37  |
| يهود               | 55,000 نسمة    | 5.40  |
| ألمان              | 40,000 نسمة    | 3.93  |
| روس                | 30,000 نسمة    | 2.95  |
| بلغار              | 18,435 نسمة    | 1.81  |
| بيلاروسيون         | 9,000 نسمة     | 0.88  |
| يونانيون           | 3,500 نسمة     | 0.34  |
| غجر                | 2,516 نسمة     | 0.25  |
| بولنديون           | 2,000 نسمة     | 0.20  |
| أرمن               | 1,990 نسمة     | 0.20  |
| قريميون            | 446 نسمة       | 0.04  |
| صرب                | 436 نسمة       | 0.04  |
| سويديون            | 318 نسمة       | 0.03  |
| تتار               | 76 نسمة        | 0.01  |
| موظفون سابقون      | 48,378 نسمة    | 4.75  |
| نبلاء              | 16,603 نسمة    | 1.63  |
| أجانب              | 10,392 نسمة    | 1.02  |
| مجموع السكان       | 1,017,789 نسمة | 100   |